# Boragk

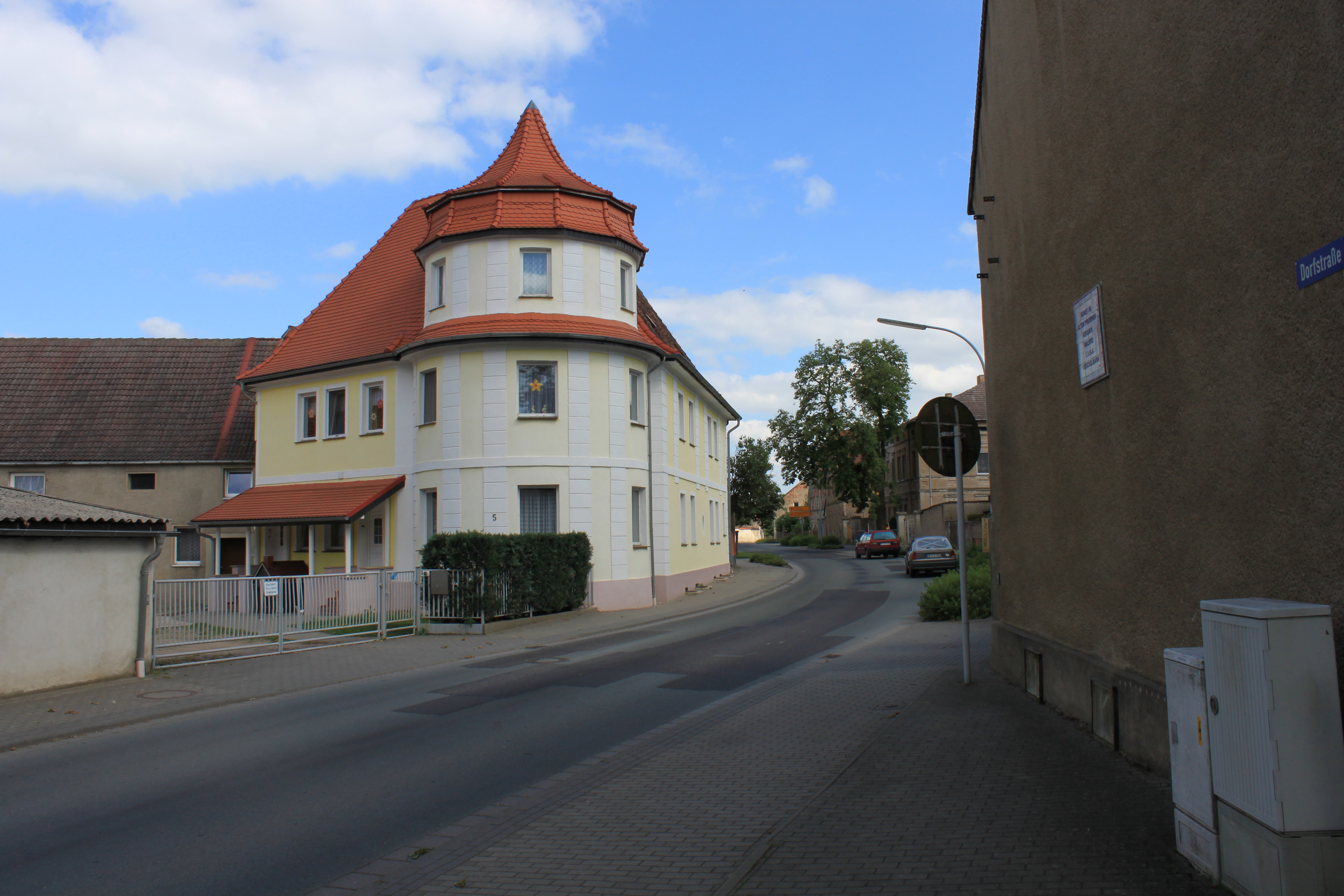
Boragk

Boragk ist ein Gemeindeteil des Mühlberger Stadtteils Altenau. Der Ort liegt etwa drei Kilometer südöstlich des Stadtkerngebietes und bildet den nördlichen Teil des heutigen Altenau.

## Geschichte

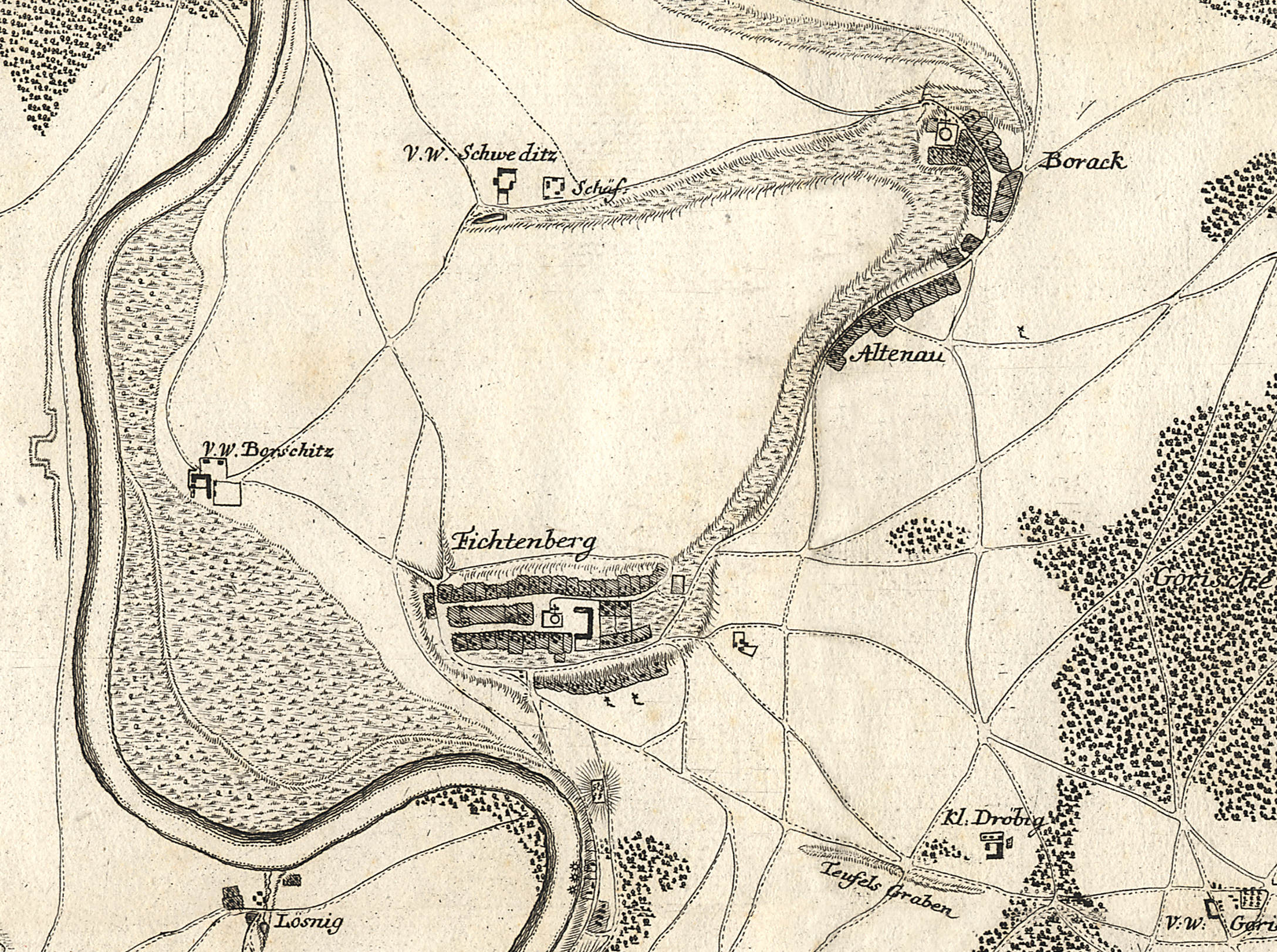
Boragk in einer Cabinetskarte um 1762 von Isaak Jacob von Petri

Boragk auf einer geschichtlichen Karte des Kreises Liebenwerda (1910).

### Ersterwähnung und Namensdeutung
Boragk wurde 1251 erstmals als Borc in einer Urkunde erwähnt. Der Name kommt von dem altsorbischen bor (Kiefernwald). Erst etwa 1443 taucht der Name Boragk in dieser Form auf, was dann mit dem sorbischen borak (großer Kiefernwald) erklärt werden kann.

### Ortsgeschichte
1251 hatte das Dorf Zins an das Kloster Nimbschen zu zahlen. Schon 1345 gab es eine Kirche im Ort, in welche die Gemeinden aus Altenau, Wendisch-Borschütz, und später auch Fichtenberg, Burxdorf und Langenrieth eingepfarrt waren.
1423 überlässt das Kloster Nimbschen dem Mühlberger Kloster die Zinseinnahmen. Um 1550 gab es in Boragk 31 Hufen und 12 besessene Männer. 1637 wurde der Ort von schwedischen Truppen bis auf die Kirche zerstört.
1816 gab es 123 Einwohner, 1925 gab es noch 147 Einwohner und 1933 nur noch 104 Einwohner in Boragk.
Am 1. April 1940 wurde das Dorf Boragk nach Altenau eingemeindet.

### Verwaltungszugehörigkeit
Boragk gehörte bis 1806 zum kurfürstlichen, dann zum königlich sächsischen Amt Mühlberg und wurde 1816 Teil des Landkreises Liebenwerda. Ab 1952 gehörte der Ort zum Kreis Bad Liebenwerda, welcher dann 1993 im Landkreis Elbe-Elster aufging.

## Kultur und Sehenswürdigkeiten

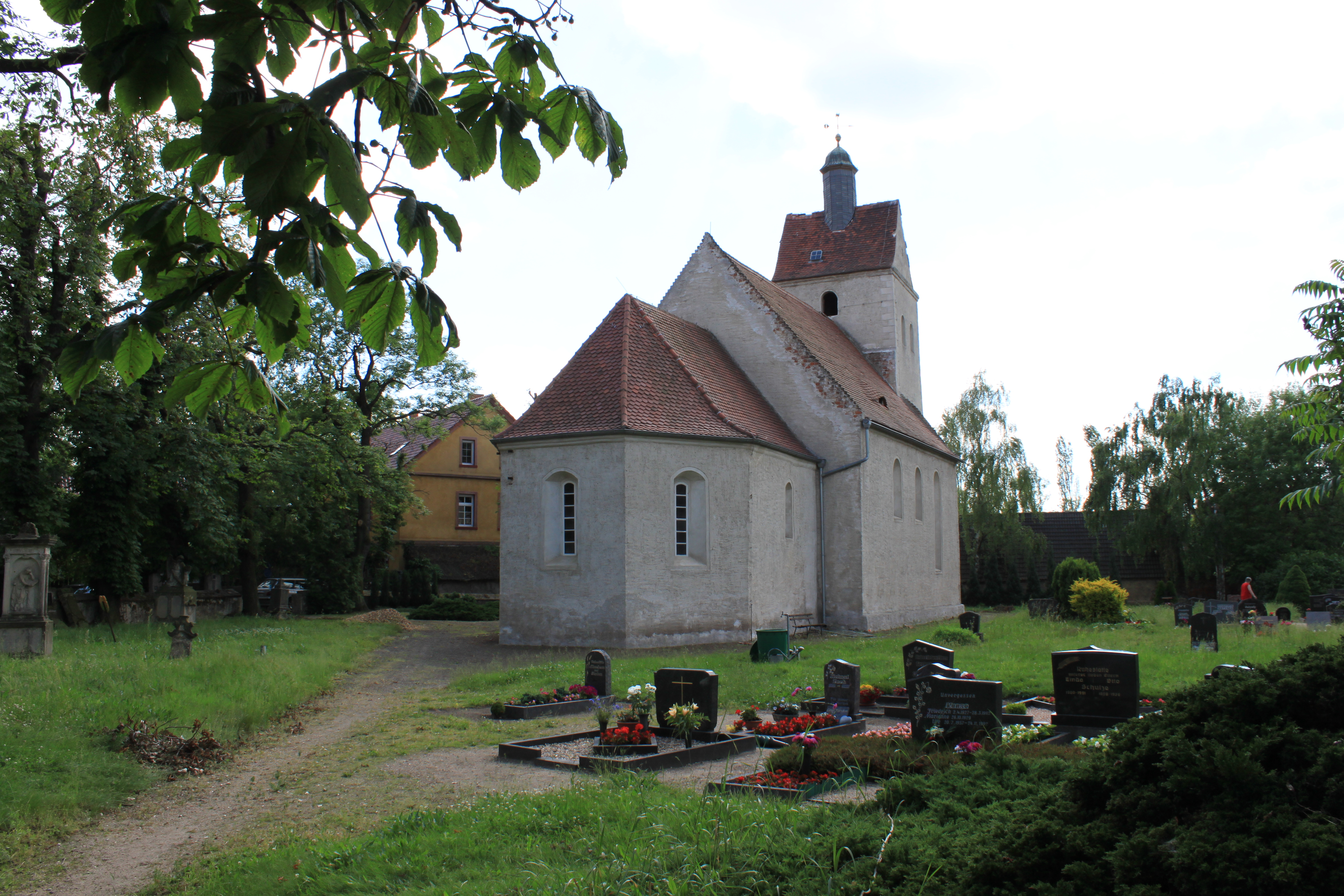
Kirchhof in Boragk

In Boragk ist die örtliche Dorfkirche von Altenau mit einem angrenzenden Friedhof zu finden. Bei der Kirche handelt es sich um einen spätromanischen Backsteinbau aus der Zeit um 1200. Der quadratische Westturm stammt aus dem 17. Jahrhundert. Er besitzt ein Quersatteldach und einen verschieferten Dachreiter. Im Inneren der Kirche ist unter anderem eine um 1893 vom Eilenburger Orgelbaumeister Conrad Geißler (1825–1897) geschaffene Orgel (op. 109) zu finden. Die Kirche verfügt des Weiteren über einen großen romanischen Taufstein und eine Kanzel aus dem 17. Jahrhundert. Das Bauwerk ist in der Gegenwart in der örtlichen Denkmalliste verzeichnet und steht unter Schutz.
Weiters steht auf dem Friedhof ein gusseisernes Grabkreuz und Denkmalschutz, dessen Entstehung auf das 19. Jahrhundert datiert wird.

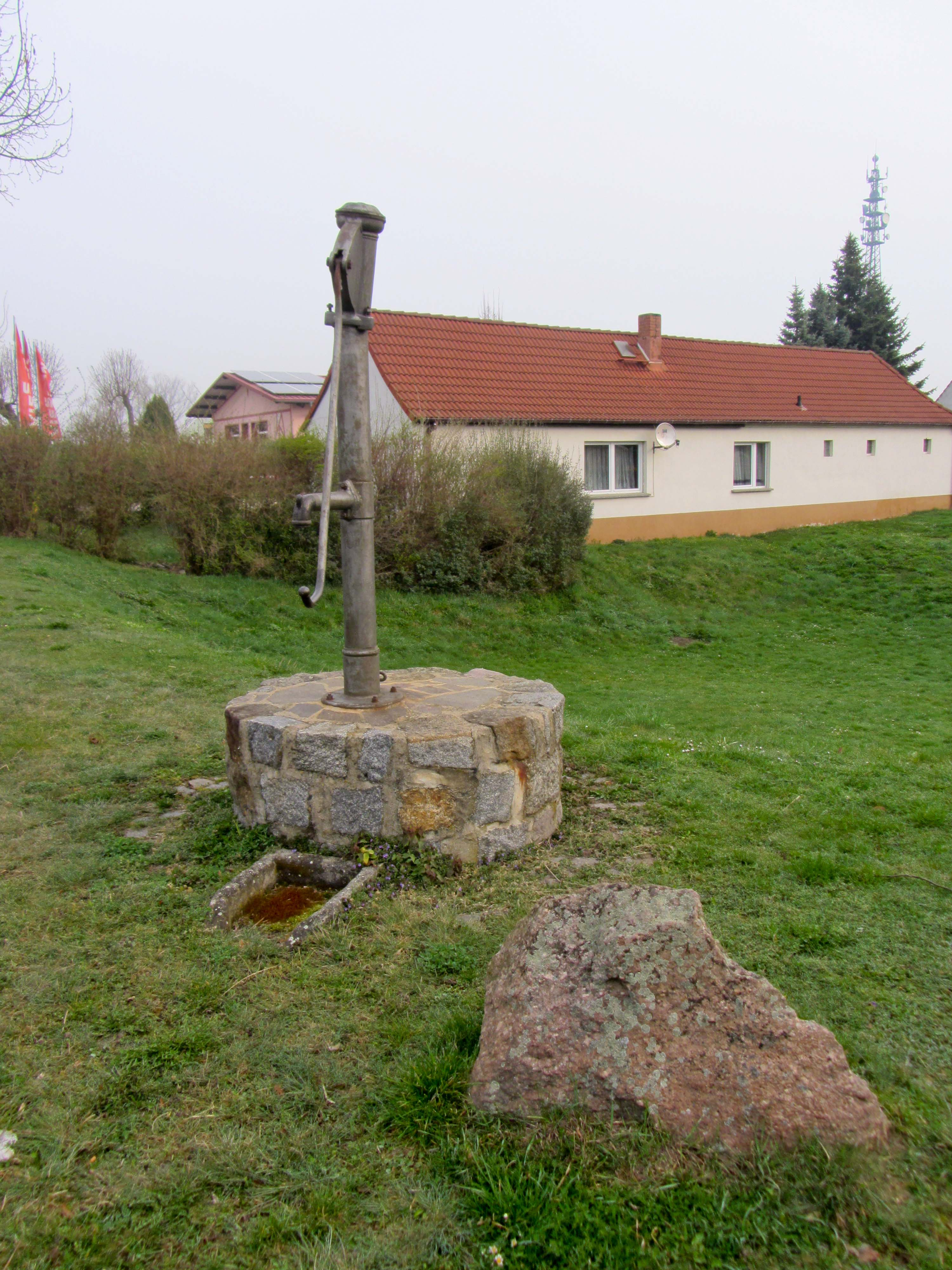
Historische Schwengelpumpe
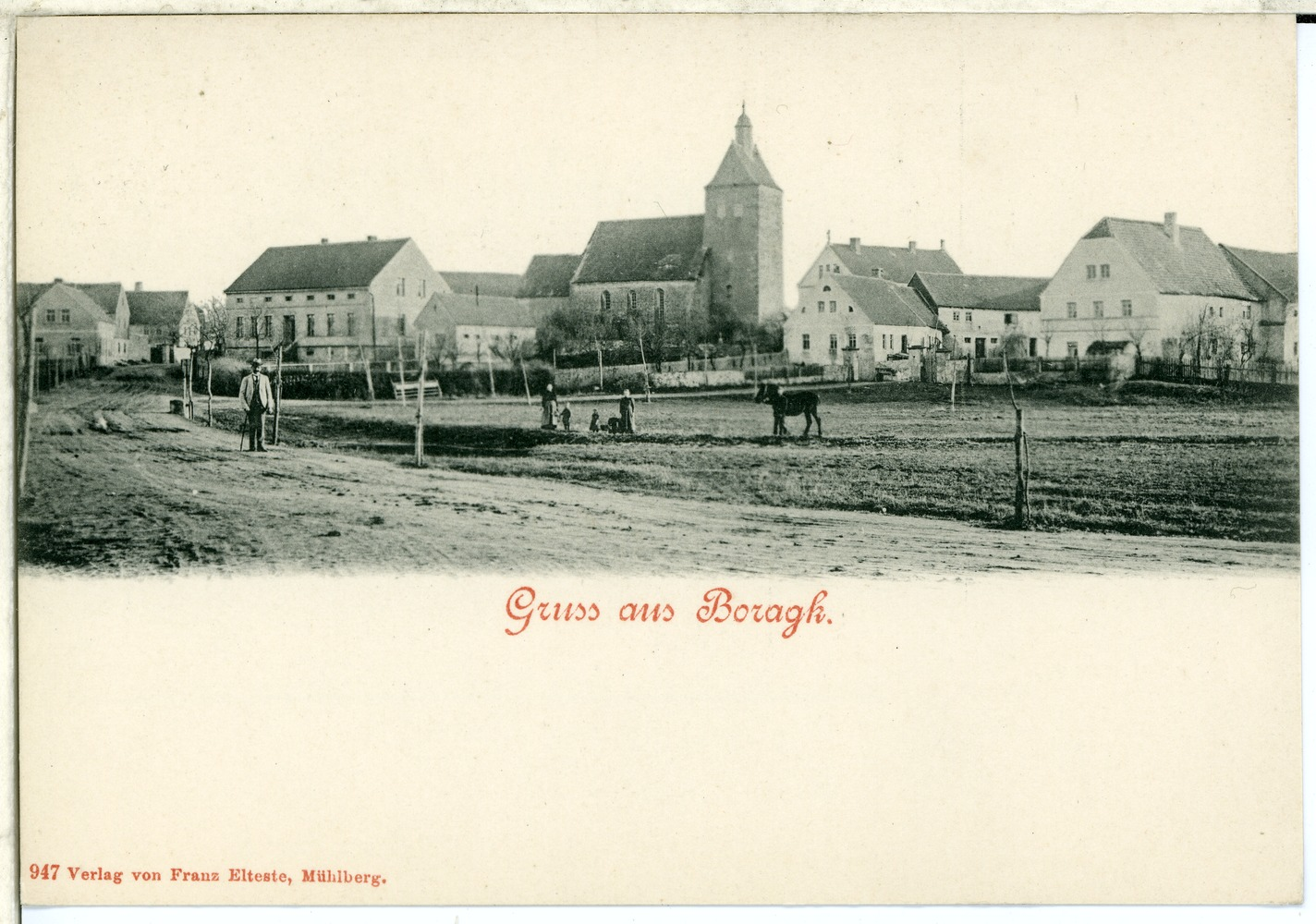
Boragk auf einer Ansichtskarte des Meißner Verlags Brück & Sohn (1899)
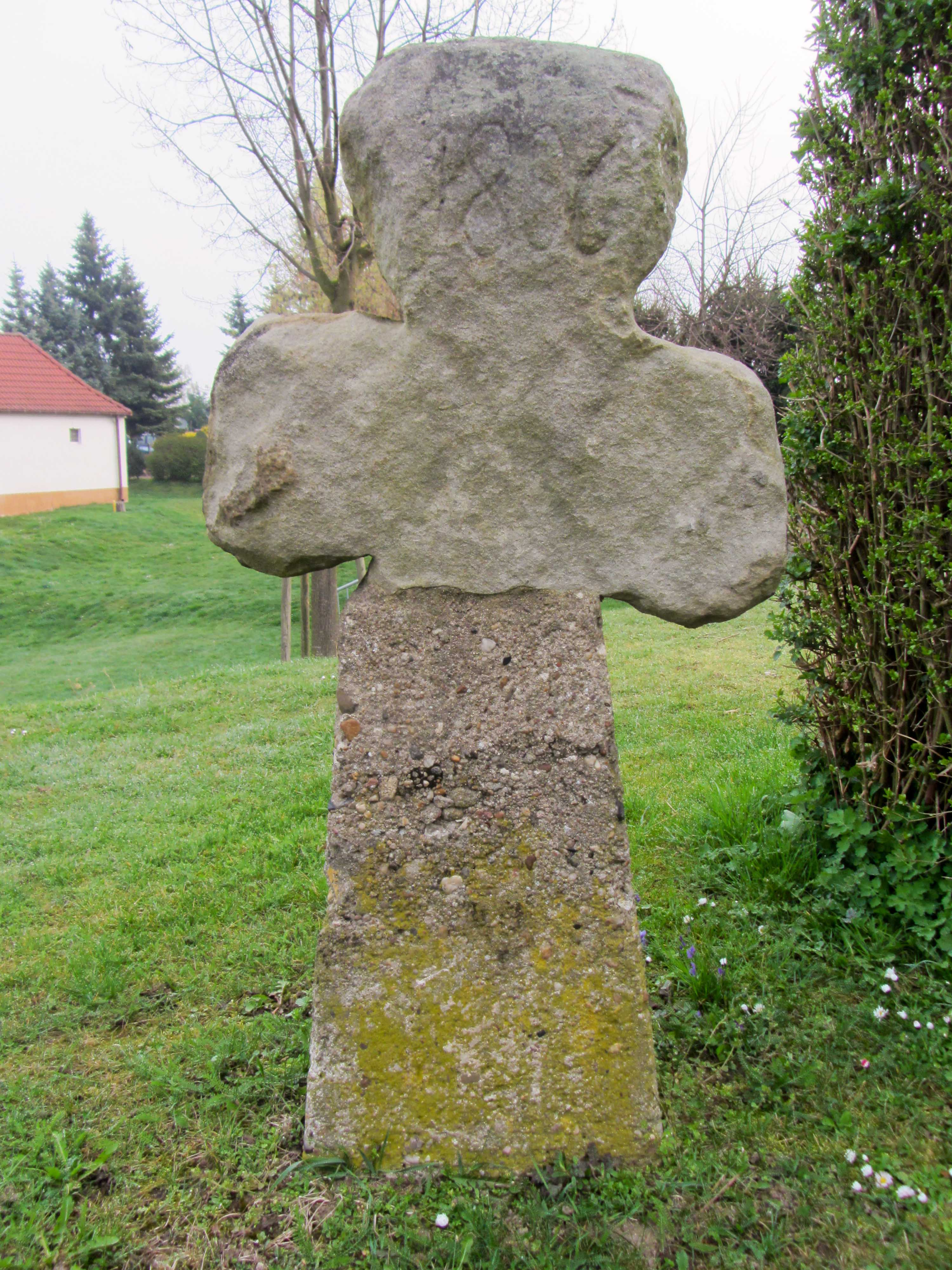
Steinkreuz Boragk

## Trivia
Die Malerin Heidrun Kraft schuf 1984 das Ölgemälde Begräbnis in Boragk